# Pfarrkirche Natters

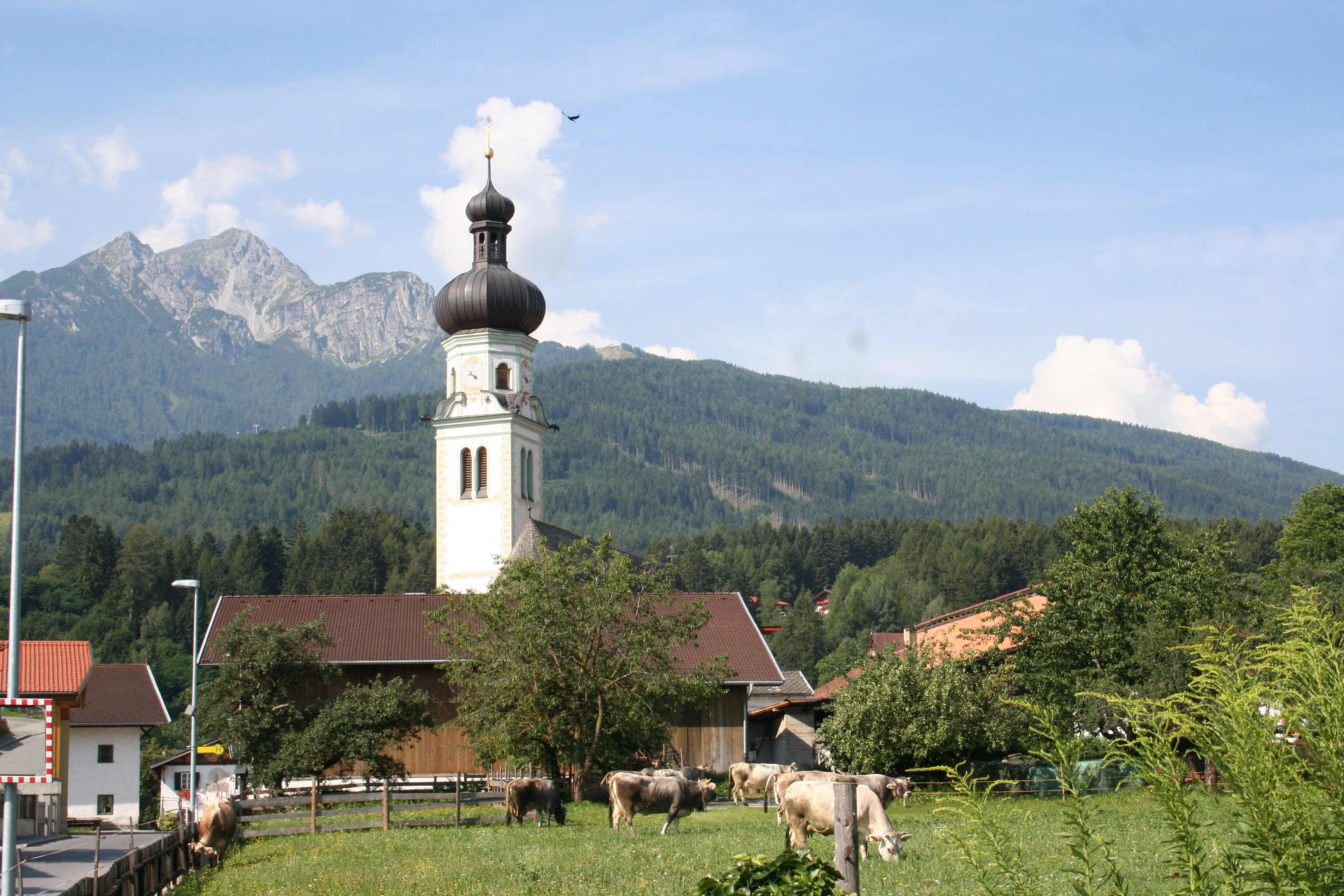
Katholische Pfarrkirche hl. Michael in Natters

Die römisch-katholische Pfarrkirche Natters steht erhöht im Osten des Ortes der Gemeinde Natters im Bezirk Innsbruck-Land im Bundesland Tirol. Die dem Patrozinium des hl. Erzengels Michael unterstellte Pfarrkirche gehört zum Dekanat Wilten-Land in der Diözese Innsbruck. Die Kirche und der Friedhof stehen unter Denkmalschutz (Listeneintrag).

## Geschichte
Urkundlich wurde 1376 eine Kirche genannt. 1449 war ein Brand. 1451 wurde der Chor geweiht. Nach 1515 wurde das Langhaus um ein Joch gegen Westen erweitert. Um 1770 wurde die Kirche barockisiert und 1884 im Kircheninneren durch die Firma Huter regotisiert. 1975/1976 war eine Restaurierung.
1466 entstand durch eine Stiftung von Erzherzog Sigmund eine Kaplanei. Mit 1601 wurde die Kirche dem Stift Wilten inkorporiert. 1786 wurde die Pfarre Mutters-Natters errichtet, 1949 wurde Natters ein eigenes Vikariat und 1976 zur Pfarre erhoben.
Es bestand eine viel besuchte Wallfahrt zum hl. Wolfgang.

## Architektur
Der spätgotische regotisierte Kirchenbau mit einem barockisierten Turm ist von einem Friedhof umgeben.
Das Kirchenäußere zeigt ein Langhaus unter einem steilen und im Ansatz geschmiegtem Satteldach, die Westfront hat eine kleine Vorhalle mit einem Mosaik Herz Jesu im Flachgiebel aus 1909, das steingefasste abgekantete rundbogige Westportal wurde später ausgebrochen. Es gibt ein gekehltes spitzbogiges Südportal von Hans Pascher. Die Fenster zeigen neugotisches Maßwerk aus 1884. Der eingezogene Chor aus der Mitte des 15. Jahrhunderts hat einen Sockel, Dreikantlisenen und ein Kaffgesims aus Nagelfluh, dem Hans Maurer genannt Klinger zugeschrieben. Der Südturm steht im Chorwinkel, beidseits mit den Anbauten Totenkapelle und Sakristei, die Sakristei hat steingefasste gotische Fenster. Am Turm befindet sich eine Sonnenuhr von 1759, die von Peter Anich konstruiert und von Josef Anton Zoller gemalt wurde. Der Turm hat gekoppelte rundbogige Schallfenster, der achtseitige Turmschluss trägt eine Haube um 1770. Die Fassadenmalerei und die Umrahmungen der Uhrblätter im Zopfstil entstanden um 1770. An der Ostseite ist eine Haubitzenkugel mit der Jahresangabe 1809 vermauert.

## Einrichtung
Den neugotischen Hochaltar schuf Seraf Eberhart 1887, er trägt seitlich die Figur der Heiligen Martin und Wolfgang, in der Bekrönung die Figur hl. Michael, im Gesprenge eine bemerkenswerte spätgotische Kreuzgruppe um 1480, 1909 eingebaut von Josef Bachlechner dem Älteren. Am linken Seitenaltar befindet sich ein Kruzifix vor 1770, am rechten Seitenaltar eine Madonna von Seraf Eberhart von 1887.
Die neugotische Kanzel mit Reliefs der vier Evangelisten schuf Josef Bachlechner der Ältere 1909.
Die Kreuzwegstationen auf Leinwand schuf August Mair 1909 nach Reliefs von Josef Bachlechner in der St.-Nikolaus-Kirche in Innsbruck.
Die Orgel wurde 1884 von Franz Weber gebaut und 1987 von der Firma Reinisch-Pirchner mit einem neuen Prospekt in neugotischen Formen versehen.

## Grabdenkmäler
Es gibt Grabsteine
- An der rechten Langhauswand für Anna Auer, Gattin des Martin Yphofer 1534.
- An der Westwand für Barbara Fund 1592, Gattin des Johannes Wilebroch, Leibarzt von Erzherzog Ferdinand, aus der Werkstatt des Alexander Colin, mit einem Relief Auferstehung des Lazarus, darüber ein Gedenkstein für Johann Anton Graf Stachelburg, errichtet nach 1827.